# ФК Оружане снаге Сингапура
ФК Оружане снаге Сингапура (енгл. Singapore Armed Forces Football Club - SAFFC) је професионални фудбалски клуб из Сингапура. Основан је 1995.. Клуб игра у С Лиги и актуелни су шампиони и победници купа. Њихове боје су плава и бела, а маскота им је носорог. Као прваци сингапурске лиге два пута су учествовали у задњем колу квалификација за АФК лигу шампиона. 2009. године клуб је прошао квалификације и у групи су забележили само један реми и пет пораза. Следеће године поново пролазе квалификације и у групи сада бележе једну победу, један реми и четири пораза. До тада, сингапурска лига није имала представника у АФК лиги шампиона.

## Титуле
- С Лига:
  - Победници: 1997, 1998, 2000, 2002, 2006, 2007, 2008, 2009.
  - Друго место: 1996, 1999, 2001, 2005.

- Куп Сингапура:
  - Победници: 1997, 1999, 2007, 2008.
  - Финалисти: 1998, 2000, 2019.